# Температуропровідність
Температуропрові́дність (коефіціє́нт температуропрові́дності) — фізична величина, що характеризує швидкість зміни (вирівнювання) температури речовини у нерівноважних теплових процесах. Чисельно дорівнює частці від ділення коефіцієнта теплопровідності тіла на добуток його питомої теплоємності та густини, в системі SI вимірюється в м²/с.
{\displaystyle \chi ={\frac {\kappa }{c_{p}\rho }}\,},
де {\displaystyle \chi } — температуропровідність, {\displaystyle \kappa } — коефіцієнт теплопровідності, {\displaystyle c_{p}} — ізобарна питома теплоємність, ρ — густина.
Температуропровідність і теплопровідність є двома з найважливіших параметрів речовин та матеріалів, оскільки вони описують процес переносу теплоти та зміну температури в них.

## Від чого залежить
Величина коефіцієнта температуропровідності залежить від природи речовини, зокрема хімічної. Рідини та гази мають порівняно малу температуропровідність. Метали, навпаки, мають значний коефіцієнт температуропровідності.